# Capel·lià
Capel·lià (en llatí Capellianus) va ser un magistrat romà del segle iii. L'emperador Maximí el Traci el va nomenar governador de Numídia.
Sembla que era d'una família senatorial de Cirta, i va ser edil, qüestor i pretor; Maximí el va nomenar legatus (llegat) a Numídia amb el comandament de la Legió III Augusta. Se sap per l'historiador Herodià, de l'enemistat que tenia amb la família de Gordià que es menciona repetidament, encara que les causes no són clares.
A la veïna província d'Àfrica hi havia força descontentament entre els gran terratinents i va esclatar una revolta a Thysdrus (El Djem) que va proclamar emperador al vell procònsol Gordià I el març del 238. Gordià I va associar immediatament al seu fill Gordià II al tron.
Capel·lià, segurament més per rivalitat amb Gordià I que per lleialtat a Maximí, va reunir els soldats de la legió i altres soldats veterans, i forces númides entrenades pel combat i va marxar contra el nou emperador. Va ser Gordià II, enviat pel seu pare, qui va fer front a Capel·lià amb les milícies locals mal preparades, formades d'esclaus i lliberts i altres persones. Gordià II va ser derrotat i mort prop de Cartago l'abril del 238. Gordià I en saber la mort del seu fill es va suïcidar. Capel·lià va permetre als legionaris el saqueig de la província d'Àfrica, amb la finalitat de mantenir les tropes al seu costat.
Mort Maximí el mateix abril a Aquileia, al 239 l'emperador Gordià III va dissoldre la Legio III Augusta. No se sap que va passar amb Capel·lià però cal pensar que ja havia estat destituït i probablement va fugir i va morir foscament o executat.